# Équipe d'Égypte féminine de handball

Emblème de l'équipe égyptienne de handball (2016)

L'équipe d'Égypte féminine de handball est la sélection nationale représentant l'Égypte dans les compétitions internationales féminines de handball.
La sélection ne joue aucun match entre 1994 et 2004 puis 2012 entre 2022

## Parcours en compétition internationale
Championnats d'Afrique des nations
- 1974 : 3e mais disqualifiée
- 1985 : 6e place
- 1987 : 6e place
- 1989 : 5e place
- 1991 : 7e place
- 2004 : 6e place
- 2010 : 6e place
- 2012 : 9e place
- 2022 : 8e place
- 2024 : 4e place

Championnats du monde
- 2025 : qualifiée

## Personnalités liées à la sélection
- Ehsan Abdelmalek : joueuse internationale
- Marwa El-Sherbini : joueuse internationale